# 페일 세이프
페일 세이프(fail safe) 또는 고장 안전은 공학에서 설계 기능에 오류가 발생하는 경우 본질적으로 다른 장비, 환경 또는 사람에게 해를 끼치지 않거나 최소화하는 방식으로 대응하는 설계 기능 또는 방식이다. 특정 위험에 대한 본질적인 안전성과 달리 시스템이 "고장 안전"하다는 것은 고장이 불가능하거나 불가능하다는 것을 의미하는 것이 아니라 시스템 설계가 시스템 고장으로 인한 불안전한 결과를 방지하거나 완화한다는 것을 의미한다. 즉, "고장 안전" 시스템이 실패하더라도 최소한 실패 이전만큼 안전한 상태로 유지된다. 다양한 유형의 고장이 가능하므로 고장 모드 및 영향 분석을 사용하여 고장 상황을 조사하고 안전 설계 및 절차를 권장한다.
지속적인 가용성이 필요하기 때문에 일부 시스템은 절대 페일 세이프로 만들 수 없다. 이러한 상황에는 다중화 (시스템), 장애 허용 또는 비상 계획이 사용된다(예: 독립적으로 제어되고 연료 공급되는 여러 엔진).

## 같이 보기
- 제어이론
- 데드맨 스위치
- EIA-485
- 장애 허용 시스템
- IEC 61508
- 인터락